# Oxynoemacheilus cyri
Oxynoemacheilus cyri és una espècie de peix pertanyent a la família dels balitòrids i a l'ordre dels cipriniformes.

## Etimologia
L'epítet cyri fa referència al seu lloc d'origen: el riu Kura (Cyrus en llatí) a Turquia.

## Hàbitat i distribució geogràfica
És un peix d'aigua dolça, demersal i de clima subtropical, el qual viu a Àsia: és un endemisme dels rierols d'alta muntanya i de corrent moderadament ràpid de la conca del curs superior del riu Kura (conca de la mar Càspia) a Turquia.

## Observacions
És inofensiu per als humans, el seu índex de vulnerabilitat és baix (18 de 100) i no pateix d'amenaces per a la seua supervivència.